# Liman (ort i Azerbajdzjan)
Liman (azerbajdzjanska: Port İliç) är en ort i Azerbajdzjan.   Den ligger i distriktet Lənkəran Rayonu, i den sydöstra delen av landet, 190 km sydväst om huvudstaden Baku. Antalet invånare är 12 100.
Terrängen runt Liman är mycket platt. Trakten är tätbefolkad. Närmaste större samhälle är Lankaran, 13,8 km söder om Liman.